# Черешниця
Чере́шниця (болг. Черешница) — село в Благоєвградській області Болгарії. Входить до складу общини Санданський.

## Населення
За даними перепису населення 2011 року у селі проживали 46 осіб, з них 45 осіб (97,8%) — болгари.
Розподіл населення за віком у 2011 році:
Динаміка населення: